# Xavier, Duce de Parma
Xavier, Duce de Parma și Piacenza, cunoscut înainte de 1974 ca Prințul Xavier de Bourbon-Parma (Francisco Javier de Borbón Parma y de Braganza), (n. 25 mai 1889, Camaiore, Toscana, Italia – d. 7 mai 1977, Zizers⁠(d), cantonul Graubünden, Elveția) a fost Șeful Casei ducale de Bourbon-Parma, pretendent la tronul Parmei și pretendent carlist la tronul Spaniei sub numele de (Francisco) Javier I.

## Primii ani
Xavier a fost fiul lui Robert I, Duce de Parma și a celei de-a doua soții, Infanta Maria Antónia a Portugaliei. S-a născut la Villa Pianore, în apropiere de Viareggio în Italia. A avut 11 frați și surori, inclusiv pe împărăteasa Zita a Austriei și Prințul Felix de Bourbon-Parma (soțul Marii Ducese Charlotte de Luxemburg). Xavier a fost unchiul Anei de Bourbon-Parma, soția regelui Mihai al României.
Din prima căsătorie a tatălui, el a mai avut 12 frați și surori vitrege, inclusiv pe Maria-Luiza de Bourbon-Parma (soția viitorului țar Ferdinand I al Bulgariei) și Ducele Elias de Parma.
Xavier și-a petrecut copilăria la Villa Pianore și la Schwarzau am Steinfelde în Austria. Împreună cu fratele lui mai mare, Prințul Sixtus, a studiat la colegiul iezuit Stella Matutina din Feldkirch, Austria, apoi la Carlsburg în Germania. A mers la universitate în Paris unde a obținut diplomă în agricultură și științe politice.
În timpul Primului Război Mondial Xavier și Sixtus s-au înrolat în armata belgiană. Mai mulți frați vitregi ai lui au fost ofițeri în armata austriacă. Xavier a primit Crucea franceză de război și Crucea belgiană. I s-a acordat, de asemenea, Crucea Ordinului Leopold al II-lea.
În 1917, Xavier l-a asistat pe fratele său, Sixtus, în așa numita "Afacere Sixtus", o încercare care a eșuat de a aranja un tratat de pace între Austria și Franța.

## Căsătorie și copii
La 12 noiembrie 1927 la Lignières în Franța, Xavier s-a căsătorit cu Madeleine de Bourbon. Madeleine era membră a familiei de Bourbon-Busset, o ramură a Casei de Bourbon, în general privită ca non-dinastică în Franța.
Xavier și Madeleine au avut șase copii:
- Prințesa Maria Francisca, 19 august 1928 (96 de ani), căsătorită cu Prințul Eduard de Lobkowicz (1926–2010).
- Carlos Hugo, Duce de Parma, 8 aprilie 1930 – 18 august 2010  (80 de ani), căsătorit cu Prințesa Irene a Țărilor de Jos.
- Prințesa Maria Teresa, 28 iulie 1933 – 20 martie 2020  (86 de ani).
- Prințesa Cecilia, 12 aprilie 1935 – 1 septembrie 2021  (86 de ani).
- Prințesa de las Nieves, 29 aprilie 1937 (88 de ani).
- Sixtus Henry, 22 iulie 1940 (85 de ani).

Căsătoria lui Xavier cu Madeleine a fost recunoscută ca fiind dinastică de pretendentul carlist la tronul Spaniei, Alfonso Carlos, Duce de San Jaime, care era căsătorit cu sora mamei lui Xavier. Totuși, fratele vitreg al lui Xavier, Elias – care era regent pentru fratele său handicapat, Ducele Enrico de Parma – nu a recunoscut căsătoria ca dinastică. Motivul a fost în parte din cauza strămoșilor Madeleinei dar de asemenea a fost influențat de diferențele politice și de familie.
În 1961, fiul lui Elias, Ducele Robert al II-lea de Parma a recunoscut căsătoria dintre Xavier și Madeleine ca dinastică.